# Ораовачки манастир
Црква Светог оца Николаја смештен је поред села Ораовица (близу Грделице), на узвишењу које лежи у североисточном делу места, поред Јужне Мораве.Назив манастир одржао се из прошлости, пошто се у прошлости на овом месту налазио читав комплекс. Данас се ту налази црква (црквица по речима житеља) која датира из 16. века. Око манастира је било и гробова, а у близини комплекса је узвишење звано Стража. Обновљен је 2012. године уз помоћ донација.
Од 1938. године, када је фрескописан и направљена надстрешница и саграђен конак, манастир је претворен у парохијску цркву.
Манастир чини комплекс цркве Св. Николе, капела Св. Прокопија преподобног мученика летњег, конак, стара економска зграда и остаци средњовековне ћелије. Смештен је на источним падинама Вучковог браништа (463 метара) у природном гротлу опкољен са запада црквеном шумом, са истока виноградима, са југа воћњацима и са севера баштама. Потес на коме се налази манастир зове се Манастириште и у његовом саставу улази махала Манастир која припада суседном селу Ораовици. Од Грделице је удаљен 2.5 километара.

## Историја
Ораовачки манастир први пут се спомиње 1516. године у турском дефтеру на међи села Грабовница: Манастир Св. Никола има три куће и годишњи приход од 420 акчи. У касним пописима спомиње се само приход од 78 акчи.
Изглед споменутог манастира није сачуван, али ако се село Грабовница спомиње у Душановој повељи из 1348. године као даровано село (метох) манастиру Хиландару, он свакако води порекло из српског средњег века. Доказ за то представља фреска Симеон Сербски која се налази на северном зидном платну у капели Св. Прокопија, за коју је научно доказано да је олтарни део неког старијег манастира. Капела је живописана крајем 15. века и почетком 16. века.
Према предању, манастир је подигао извесни средњовековни српски велможа, чије име није остало сачувано. Манастир је више пута обнављан. Тешко је страдао у време Милојеве и Срндакове буне 1841. године. У летопису Ораовичке цркве наводи се да је манастир први пут обновљен 1866. године. У прилог томе иде и запис на црквеној књизи “Антологион” коју је руска православна црква даровала манастиру: Цркви оца Николаја у селу Ораховици у време епитропа Здравка Јанковића. Следећа обнова изведена је 1938. године, када је храм фрескописан, направљена надстрешница и уз капелу дограђена црква Св. Николе, која је некада постојала на том месту. У оквиру манастира је у 19. веку регистрована школа манастирског типа чији почеци датирају из 18. века а можда и дубље у историјску прошлост.
У пожару који је захватио комплекс 8. јануара 2009. године изгорео је стари црквени конак. Исте године започета је изградња новог конака који је завршен и освећен 22. јула 2011. године од стране Његове Светости Патријарха српског господина Иринеја.

## Архитектура и унутрашњост
Капела Св. Прокопија у народу је позната под различитим именима: олтар, црквица, Богородица, Капела. Срђан Марковић, који је истраживао садржај фресака, тврди да су фреске из 15, а можда и 16. века. Он наводи да су фреске дело уметника скромне школе емиграната из више балканских држава који су се нашли у Деспотовини под именомсербо-албанито-бугаровласи. Капела је полузасвођена, дужине 3,7 метара и ширине 2,3 метара, а изграђена је од камена пешчара који се може наћи у околини. Унутрашњост капеле је, делом због недостатка светлости, а делом због паљења манастира из 1878. године, полумрачна, а по зидним платнима је сивило боје.
Поред поменуте фреске Симеона Сербскога, пажњу привлачи и фреска посвећена Богородици и Христу. Посебно је занимљива фреска сусрет Марије и Јелисавете која представља сусрет две свете жене - Марије Христородице и Јелисавете, мајке Јована Крститеља.